# Llista de peixos del riu Orange
Aquesta llista de peixos del riu Orange -completa- inclou les 21 espècies de peixos que es poden trobar al riu Orange.
| Ordre          | Família          | Espècie                    | Hàbitat         | Observacions | Imatge                  |
| Atheriniformes | Atherinidae      | Atherina breviceps         | Pelàgic-nerític | Nadiu        |                         |
| Siluriformes   | Austroglanididae | Austroglanis sclateri      | Demersal        | Nadiu        |                         |
| Perciformes    | Carangidae       | Lichia amia                | Pelàgic-nerític | Nadiu        |                         |
| Perciformes    | Cichlidae        | Oreochromis mossambicus    | Bentopelàgic    | Introduït    | Oreochromis mossambicus |
| Perciformes    | Cichlidae        | Tilapia rendalli           | Bentopelàgic    | Nadiu        | Tilapia rendalli        |
| Perciformes    | Cichlidae        | Tilapia sparrmanii         | Bentopelàgic    | Nadiu        | Tilapia sparrmanii      |
| Siluriformes   | Clariidae        | Clarias gariepinus         | Bentopelàgic    | Nadiu        | Clarias gariepinus      |
| Cypriniformes  | Cyprinidae       | Barbus anoplus             | Bentopelàgic    | Nadiu        |                         |
| Cypriniformes  | Cyprinidae       | Barbus hospes              | Bentopelàgic    | Nadiu        |                         |
| Cypriniformes  | Cyprinidae       | Barbus pallidus            | Bentopelàgic    | Nadiu        |                         |
| Cypriniformes  | Cyprinidae       | Barbus paludinosus         | Bentopelàgic    | Nadiu        |                         |
| Cypriniformes  | Cyprinidae       | Barbus trimaculatus        | Bentopelàgic    | Nadiu        |                         |
| Cypriniformes  | Cyprinidae       | Cyprinus carpio carpio     | Bentopelàgic    | Introduït    | Cyprinus carpio carpio  |
| Cypriniformes  | Cyprinidae       | Labeo capensis             | Bentopelàgic    | Nadiu        |                         |
| Cypriniformes  | Cyprinidae       | Labeo umbratus             | Bentopelàgic    | Nadiu        | Labeo umbratus          |
| Cypriniformes  | Cyprinidae       | Labeobarbus aeneus         | Bentopelàgic    | Nadiu        |                         |
| Cypriniformes  | Cyprinidae       | Labeobarbus kimberleyensis | Bentopelàgic    | Nadiu        |                         |
| Cypriniformes  | Cyprinidae       | Mesobola brevianalis       | Bentopelàgic    | Nadiu        |                         |
| Cypriniformes  | Cyprinidae       | Pseudobarbus quathlambae   | Bentopelàgic    | Nadiu        |                         |
| Perciformes    | Mugilidae        | Liza richardsonii          | Demersal        | Nadiu        |                         |
| Perciformes    | Mugilidae        | Mugil cephalus             | Bentopelàgic    | Nadiu        | Mugil cephalus          |
| -------------- | ---------------- | -------------------------- | --------------- | ------------ | ----------------------- |